# Nova Lliga Hanseàtica
La Nova Lliga Hanseàtica és un grup de països del nord d'Europa. Es va establir el febrer de 2018 amb la signatura d'un document fundacional pels ministres d'economia de Dinamarca, Estònia, Finlàndia, Irlanda, Lituània, Letònia, Països Baixos i Suècia. En aquest document els països signants mostren una iniciativa per plantejar el futur de la unió monetària europea, el pacte d'estabilitat europeu i demanant una integració financera real a Europa.
Aquesta unió va iniciar-se de forma informal entre països amb polítiques fiscal conservadores del nord d'Europa, en part, per compensar la pèrdua del Regne Unit després del Brèxit. Aquests països desitgen un mercat únic europeu més desenvolupat, sobretot en el sector serveis i desenvolupar el Mecanisme Europeu d'Estabilització fins a convertir-lo en un Fons Monetari Europeu que pugui redistribuir la riquesa.
En un discurs donat pel vice-primer ministre Irlandès Simon Coveney, va suggerir estendre la cooperació a una política exterior comuna, posant com a exemple el procés de pau a l'Orient mitjà o les relacions amb Àfrica.
El novembre de 2018 el grup va demanar que el pacte d'estabilitat fos reforçat per poder estudiar amb més detall dels pressupostos nacionals. D'aquesta forma, es podria estudiar el deute i la capacitat de pagament dels pressupostos abans de proporcionar ajudes. Aquesta proposta es va fer després que la Unió Europea rebutgés els pressupostos d'Itàlia del 2019 i el van signar tot 8 països a més de la República Txeca i Eslovàquia.
Als estats d'aquest grup se'ls coneix de forma informal com "els vikings" o la "coalició del mal temps".